# Задеревач
Задеревач (укр. Задеревач) — село в Моршинской городской общине Стрыйского района Львовской области Украины.
Население по переписи 2001 года составляло 595 человек. Занимает площадь 6,7 км². Почтовый индекс — 82486. Телефонный код — 3245.